# Mohand Tazerout
Pour les articles homonymes, voir Mohand.
Mohand Tazerout, né le 13 mai 1893 à Tazerout dans la commune d'Aghribs, en Kabylie, et mort en novembre 1973 à Tanger au Maroc, est un philosophe, écrivain, traducteur et civilisationniste algérien, il a traduit plusieurs œuvres de philosophes allemands dont Le Déclin de l'Occident d'Oswald Spengler et a écrit de nombreux livres.

## Biographie
Natif de la région Kabyle, Mohand Tazerout fait ses études à l’École normale de Bouzaréah à Alger. Il est nommé dans une école de Theniet El Had, puis s'engage dans l'Armée française en janvier 1914 et accède en juin de la même année à la citoyenneté française. Blessé à la bataille de Charleroi, il est fait prisonnier en Allemagne puis transféré en Suisse en 1916 avant d'être rapatrié au Maroc en 1917. Il se marie avec une institutrice vendéenne dont il aura trois enfants et poursuit ses études à Poitiers et prépare une licence en allemand à Strasbourg.
Il enseigne d'abord en province à la fois à Nantes et la Roche-sur-Yon puis à Paris. Il traduit plusieurs ouvrages d'auteurs allemands, dont le principal livre d'Oswald Spengler Le Déclin de l'Occident.
Il reprend contact avec l'Algérie en 1953, visite Biskra, Ghardaïa, et repart pour Tunis. Il meurt à Tanger en 1973.
Encore peu connu en Algérie il y a quelques décennies, il y bénéficie d'un regain d'intérêt récent et un hommage lui a été rendu par la Bibliothèque nationale d'Alger en 2015.
Il est le beau-père de Jacques Fournier.

## Œuvres
- "Théorie économique d'Henry Grossmann", in Revue internationale de sociologie, 1930, mai-Juin, p. 308-315.
- Quelques conditions méconnues d'un rapprochement franco-allemand, 1931
- L'état de demain: théorie et réalisation d'une démocratie parlementaire en France, 1936.
- Karl Dunkmann et l'"Institut de sociologie appliquée", 1936
- La Pensée politique de Moeller Van den Bruck, 1936.
- L'Œuvre de Dilthey (contribution à l'histoire de la sociologie en Allemagne), 1938.
- L'éducation idéaliste, 1943.
- Critique de l'éducation allemande, de Kant à Hitler, 1946.
- Les Éducateurs sociaux de l'Allemagne moderne: L'Éducation vitaliste, 1948.
- Au congrès des civilisés, 5 tomes :
  - 1) La métaphysique intellectuelle d'Extrême-Orient, 1955
  - 2) La foi religieuse du Proche-Orient, 1956
  - 3) La philosophie amoureuse de l'antiquité, 1958
  - 4) Le capitalisme mondial du XIVe siècle à nos jours, 1958.
  - 5) Le communisme soviétique et la sociologie de la coexistence pacifique, 1959.
- Les problèmes de la coexistence pacifique: le mal et la foi en sa guérison possible, 1956.
- Histoire politique de l'Afrique du Nord, éd. Subervie, 1961.
- Manifeste contre le racisme, éd. Subervie, 1963
- Afrique contemporaine, 1971.

### Traductions
- Oswald Spengler, Le déclin de l'Occident : Esquisse d'une morphologie de l'histoire universelle, Gallimard, Paris, 1933.
- Leopold von Wiese, Sociologie relationnelle, 1932.
- Carl Brockelmann, Histoire des peuples islamiques, Payot, Paris, 1949.